# 케다피 젤키르
케다피 젤키르(프랑스어: Khedafi Djelkhir, 1983년 10월 26일~)는 프랑스의 전직 권투 선수이다. 올림픽에 2회 참가했으며 2008년 하계 올림픽 남자 페더급 은메달을 획득했다. 또한 유럽 선수권 대회에서 은메달 1개를 획득했다.